# Der tiefe Graben: Die Geschichte der gespaltenen Staaten von Amerika

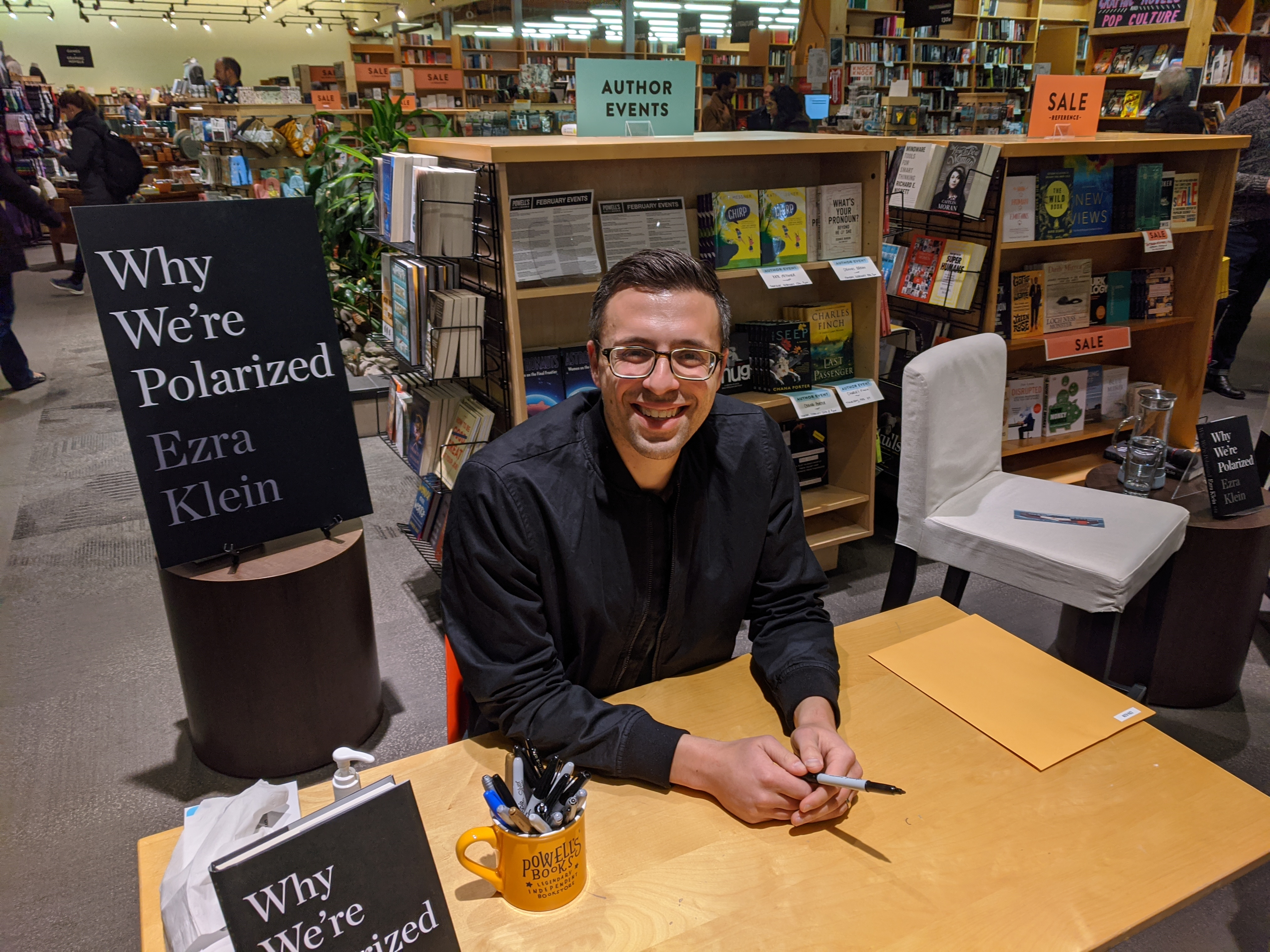
Ezra Klein (2020)

Der tiefe Graben: Die Geschichte der gespaltenen Staaten von Amerika (Originaltitel: Why We’re Polarized, dt. Warum wir polarisiert sind) ist ein Sachbuch des amerikanischen Journalisten Ezra Klein und erschien am 28. Januar 2020 bei Avid Reader Press in New York. In der deutschen Übersetzung von Katrin Harlaß wurde es am 7. Oktober 2020 bei Hoffmann und Campe in Hamburg veröffentlicht. Klein analysiert die Polarisierung und zunehmende Dysfunktionalität im politischen System der Vereinigten Staaten und bespricht vor allem die zunehmende Spaltung zwischen Demokraten und Republikanern.
In der deutschen Presse erhielt das Buch überwiegend positive Kritiken, unter anderem in der Süddeutschen Zeitung und in der Frankfurter Allgemeinen Zeitung. Die US-amerikanische Presse kam zu einem gemischten Urteil; vor allem eher konservative Medien nahmen kritisch Stellung zu Kleins Analyse.

## Hintergrund und Inhalt
Der Autor bespricht die politische Situation in den Vereinigten Staaten vor dem Hintergrund zunehmender Feindschaft der beiden großen politischen Parteien voneinander, der ersten Präsidentschaft Donald Trumps und der veränderten und politisierten Medienlandschaft in den USA. Dabei begründet er den Zustand des politischen Systems der USA aus einer interdisziplinären Perspektive und bezieht sich unter anderem auf Studien und Erkenntnisse der amerikanischen Geschichtswissenschaft, der Sozialpsychologie, der Demographie und der Medienforschung.
So erläutert Klein etwa die historische Rolle der Parteien in den USA im Hinblick auf die Bürgerrechtsbewegung und den sogenannten party switch (der durch die exzessive Hinwendung der Demokratischen Partei zu den Positionen der Bürgerrechtsbewegung hervorgerufene Wechsel der Wählerschaft von den Demokraten zu den Republikanern und andersherum, vgl. auch Solid South). Ein zentrales Konzept seiner Analyse ist die Betrachtung politischer Identitäten und gruppenpsychologischer Studien, etwa der Experimente Henri Tajfels.

## Rezeption
In der deutschen Presse wurde das Werk weitestgehend positiv rezipiert. Michael Hochgeschwender, Professor für Nordamerikanische Kulturgeschichte in München, lobte in der Frankfurter Allgemeinen Zeitung zwar Kleins Beschreibung der Polarisierung in den Vereinigten Staaten als „unpolemisch, aber tiefgründig“, moniert aber, neurologische Erkenntnisse seien zu unreflektiert übertragen worden. Matthias Kolb bezeichnete das Werk in der Süddeutschen Zeitung als „meisterhaft“ und unterstrich die Synthese von sozialpsychologischen, soziologischen und politologischen Studien. Der Historiker Thomas Zimmer von der Albert-Ludwigs-Universität Freiburg pries im Fachforum H-Soz-Kult Kleins Buch als „Grundkurs ‚USA im frühen 21. Jahrhundert‘“, aber bemängelte, Klein sei in seinem Werk durch den Gebrauch des Polarisierungsnarrativs nicht weit genug auf den Rechtsruck der Republikanischen Partei eingegangen: „[Der] Begriff „Polarisierung“, egal mit welcher Einschränkung versehen, legt den Fokus eben doch auf eine Bewegung von zwei Seiten hin zu den Extremen [...] Aber das, was Klein hier in der Sache überzeugend skizziert, ist damit gar nicht adäquat beschrieben: Es gibt eben kein liberales Äquivalent zu Fox News, die Demokraten haben keinen Donald Trump, und zum Einfluss rechtsnationaler und reaktionärer Kräfte auf die Republikaner findet sich im Kongress keine „linke“ Entsprechung.“
Die Welt führte das Werk im Dezember 2020 auf dem ersten Platz der Bestenliste für Sachbücher aus Geistes-, Natur-, Sozial- und Wirtschaftswissenschaften. Auch von der Zeit wurde es als eines der Sachbücher des Monats Dezember 2020 ausgezeichnet.

## Ausgaben
- Ezra Klein: Why We’re Polarized. Avid Reader Press (Simon & Schuster), New York 2020, ISBN 978-1-4767-0032-8.
- Ezra Klein: Der tiefe Graben. Die Geschichte der gespaltenen Staaten von Amerika. Hoffmann und Campe, Hamburg 2020, ISBN 978-3-455-01002-2.